# Biblioteca Universitaria Alessandrina
Die Biblioteca Universitaria Alessandrina ist die zentrale Universitätsbibliothek der Universität La Sapienza in Rom.
Die Bibliothek wurde im Jahre 1667 von Papst Alexander VII. gegründet. Sie befand sich ursprünglich im Palazzo della Sapienza, dem ehemaligen Gebäude der römischen Universität im historischen Stadtzentrum (am heutigen Corso del Rinascimento gelegen). Im Jahre 1935 zog die Bibliothek in das Hauptgebäude des neu errichteten Campus der Universität, der sogenannten Città Universitaria in der Nähe des Bahnhofs Roma Termini. Seit 1975 untersteht die Bibliothek dem italienischen Kulturministerium (Ministero della Cultura).
Die Bibliothek verfügt über einen Bestand von ca. einer Million Druckwerken, darunter ein bedeutender Altbestand von 674 Inkunabeln und ungefähr 15.000 Werken des 16. Jahrhunderts, außerdem 452 Handschriften.